# Květinov

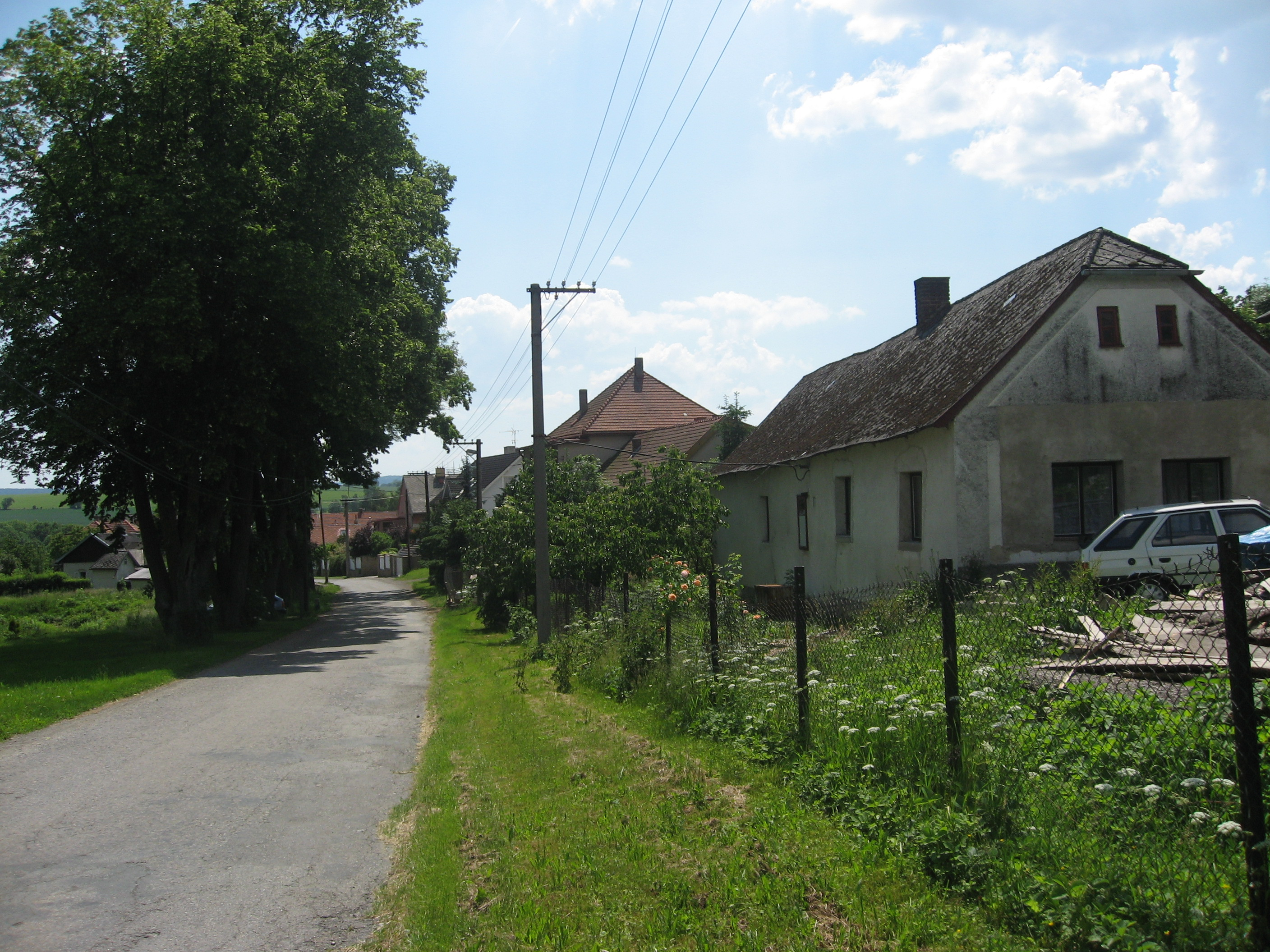
Ortsansicht

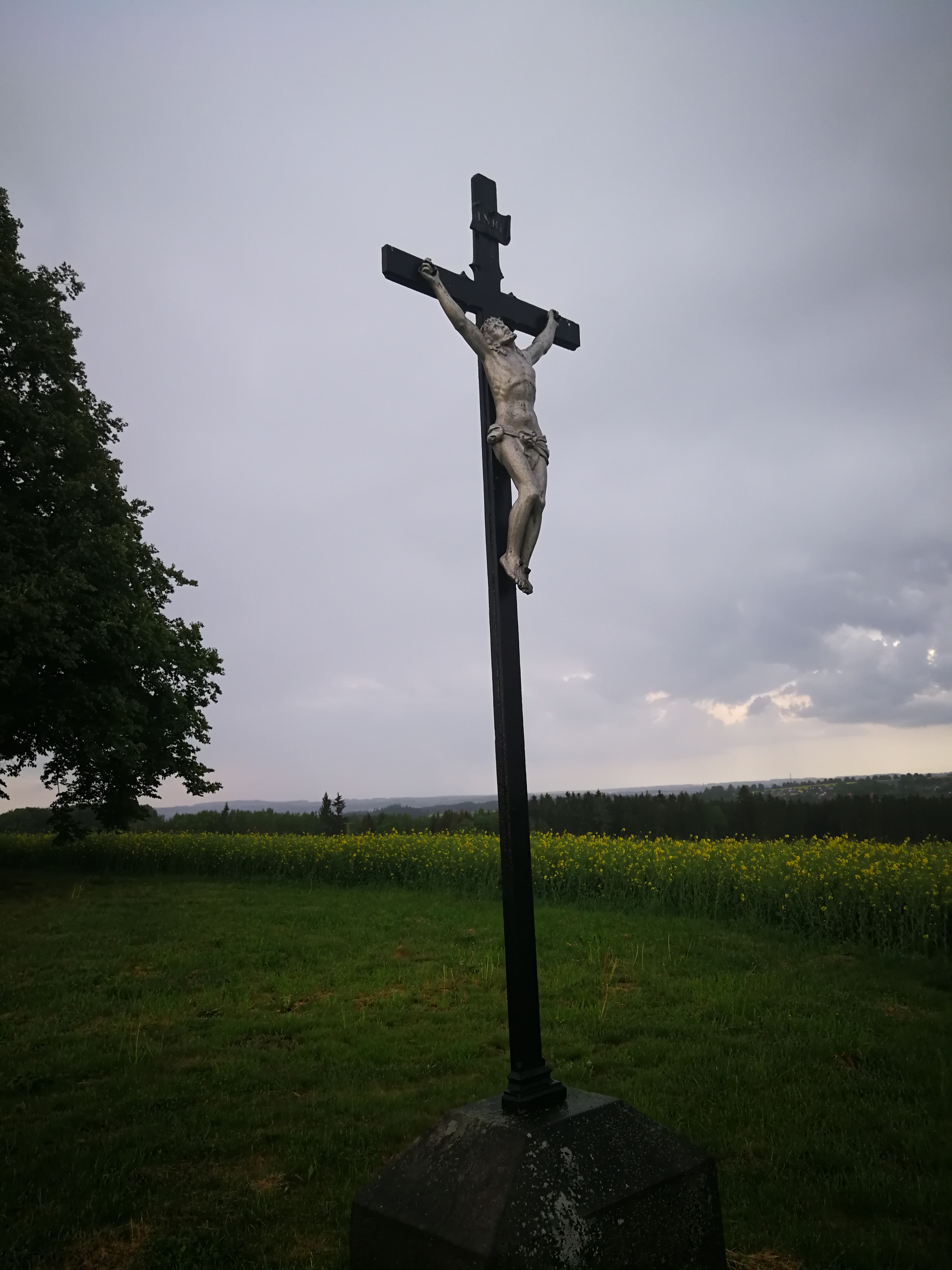
Gusseisernes Kreuz

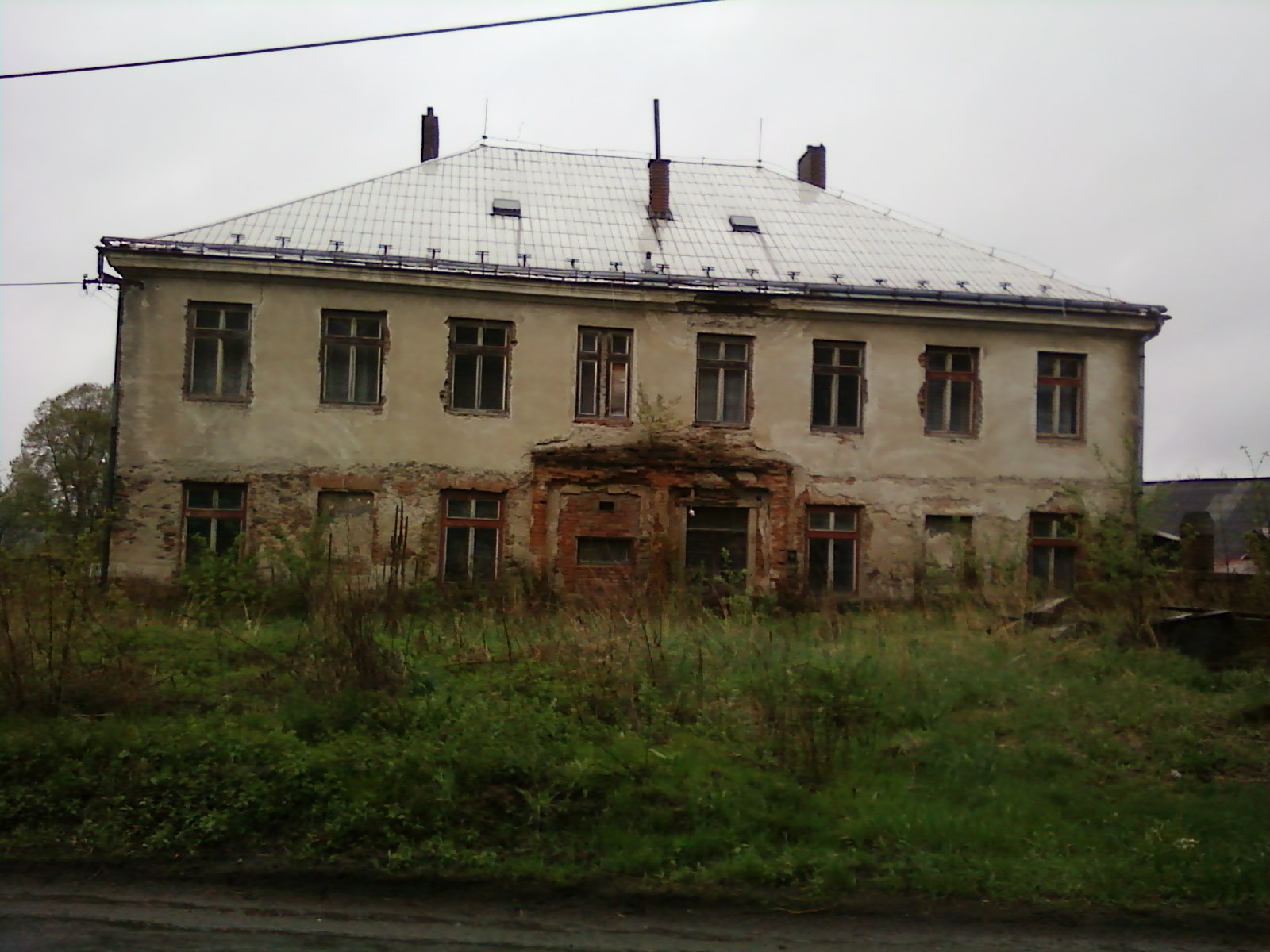
Schloss Květinov

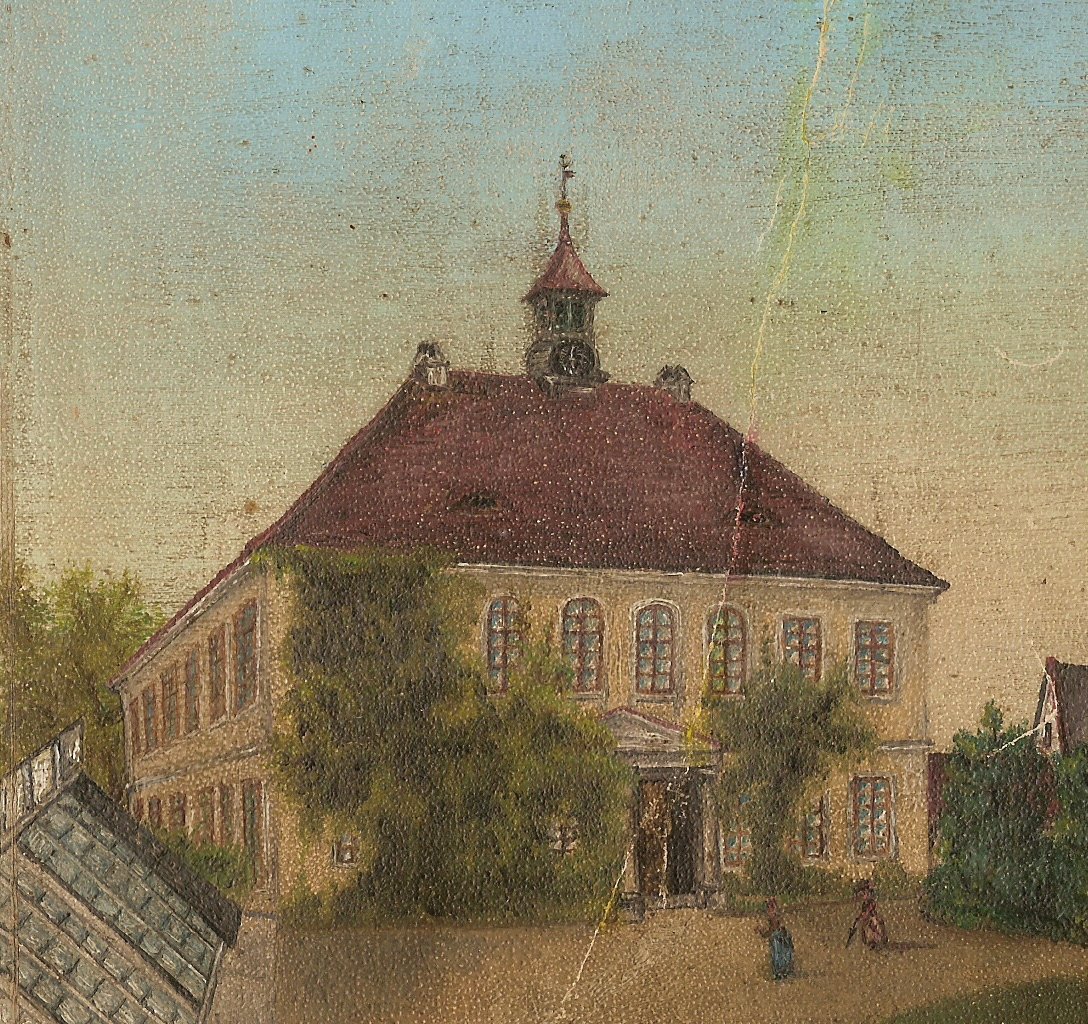
Schloss Květinov, Zeichnung 1872

Květinov (deutsch Kwietenau) ist eine Gemeinde in Tschechien. Sie liegt sieben Kilometer südwestlich des Stadtzentrums von Havlíčkův Brod und gehört zum Okres Havlíčkův Brod.

## Geographie
Květinov befindet sich linksseitig über dem Tal des Baches Úsobský potok (Zbinower Bach) in der Hornosázavská pahorkatina (Hügelland an der oberen Sázava). Gegen Westen liegt das Tal des Perlový potok (Skaler Bach). Südlich erhebt sich der Fejtův kopec (532 m n.m.). Nördlich des Dorfes verläuft die Staatsstraße I/34 zwischen Havlíčkův Brod und Humpolec.
Nachbarorte sind Kvasetice im Norden, Dočkalův Mlýn und Michalovice im Nordosten, Petrkov im Osten, Malá Lípa, Lípa, Okrouhlička und Kochánov im Südosten, Jalovčí, Horní Mlýn, Dobrohostov und Radňov im Süden, Koječín, Ulrichův Mlýn und Spirov im Südwesten, Věž im Westen sowie Mozerov, Jedouchov, Svitálka und Bezděkov im Nordwesten.

## Geschichte
Květinov wurde wahrscheinlich im 13. Jahrhundert gegründet. Die erste urkundliche Erwähnung von Kwiettenow erfolgte im Jahre 1436, als König Sigismund die Burg Lipnice für treue Dienste erblich an Nikolaus Trčka von Lípa überschrieb. Später verlegten die Herren Trčka von Lípa den Sitz der Herrschaft nach Světlá. Im Jahre 1633 wurden die Güter Květinov und Věž mit dem Gut Okrouhlice verbunden. Nach der Ermordung von Adam Erdmann Trčka von Lípa konfiszierte Kaiser Ferdinand II. am 29. März 1634 dessen Güter und die seines Vaters Jan Rudolf Trčka von Lípa, deren Schätzwert zusammen bei 4.000.000 Gulden lag; das Konfiskationspatent wurde im Mai 1636 durch den Reichshofrat in Wien bestätigt. Philipp Adam zu Solms-Lich, der 1637 das Gut Okrouhlice erworben hatte, musste die Güter Květinov und Věž 1640 wegen hoher Schulden verkaufen. Danach war Květinov bis ins 18. Jahrhundert mit dem Gut Věž verbunden. Im Jahre 1791 wurde Květinov vom Gut Věž abgetrennt und an Aloys Freiherr Sarrasin verkauft. Dieser veräußerte das Gut 1802 an Anton Freiherr Skrbensky, von dem es 1810 Johann Langer von Stambach erwarb. Er ließ 1811 das Schloss errichten. Nachfolgende Besitzer waren Karl Ferdinand Freiherr von Puteany, von 1816 bis 1818 Joseph Hollak sowie von 1818 bis 1822 Jakob Scholz. Letzterer verkaufte das Gut am 15. November 1822 an den k.k. Postmeister in Mährisch Budwitz Johann Leopold Kunrath, von dem es 1841 sein Sohn Joseph Kunrath erbte. 1819 wurde eine Filialschule eröffnet, in die auch die Kinder aus dem fremdherrschaftlichen Radňov eingeschult wurden.
Das im Caslauer Kreis gelegene Gut Kwietenau umfasste 1840 eine Nutzfläche von 1424 Joch 1254 Quadratklafter. Die zum Gut gehörigen Wälder mit einer Fläche von 176 Joch 985 Quadratklafter bildeten ein Forstrevier. Die Gutsherrschaft bewirtschaftete zwei Meierhöfe mit Schäferei in Kwietenau und Hlawniow. Auf dem Gebiet lebten in den Dörfern Kwietenau, Kwasetitz und Michalowitz insgesamt 738 tschechischsprachige Personen, darunter je zwei protestantische (A.B.) und jüdische Familien. Die Haupterwerbsquelle bildete die Landwirtschaft sowie Flachsspinnerei und Weberei. Das Dorf Kwietenau bzw. Květenow bestand aus 29 Häusern, in denen 232 Personen, darunter die v.g. protestantischen und jüdischen Familien lebten. Im Ort gab es ein kleines Schloss mit Englischem Park sowie einem Treib- und Glashaus, eine Filialschule, einen Meierhof mit Schäferei, ein Bräuhaus, ein Branntweinhaus, ein Jägerhaus und ein Wirtshaus. Abseits lagen eine Mühle am Zbinower Bach sowie eine Wasenmeisterei mit einer emphyteutischen Chaluppe (Jalovčí). Pfarrort war Krasnahora. Bis zur Mitte des 19. Jahrhunderts war Kwietenau das Amtsdorf der gleichnamigen Gutsherrschaft.
Nach der Aufhebung der Patrimonialherrschaften bildete Květinov ab 1849 mit den Ortsteilen Kvasetice und Michalovice eine Gemeinde im Gerichtsbezirk Deutschbrod. 1864 ließ der Besitzer der Gutsherrschaft Květinov, Prokop Richl (Reichl), in Kvasetice ein neues Schloss errichten. Seine Tochter Berta überschrieb die Gutsherrschaft Kvasetice-Květinov ihrem Mann Jaroslav Schmidt und dessen Bruder Zdeněk (Zdeno). Ab 1868 gehörte die Gemeinde zum Bezirk Deutschbrod. 1869 hatte Květinov 249 Einwohner und bestand aus 32 Häusern. Michalovice löste sich in den 1880er Jahren los und bildete eine eigene Gemeinde. Im Jahre 1900 lebten in Květinov 265 Menschen, 1910 waren es 264. 1903 errichtete der Unternehmer Vojtěch Bárta aus Františkodol ein Schwager des Gutsbesitzers Jaroslav Schmidt jun. – am Úsobský potok unterhalb von Květinov eine Kristallglasschleiferei, als Verwalter setzte er Ludvík Císař ein. Während des Ersten Weltkrieges musste das Unternehmen Vojtěch Bárta a spol. den Betrieb einstellen, da sowohl der Verwalter als auch die Arbeiter zum Kriegsdienst einberufen wurden und 1917 zudem auch Bárta verstorben war. Císař, der sich 1921 mit einer Schleiferei bei Radňov selbständig gemacht hatte, pachtete 1923 zusammen mit seinem Bruder die ehemalige Bártasche Glasschleiferei. Das Unternehmen Ludo, bří Císařové war erfolgreich und wuchs auf 50 Beschäftigte an. 1930 hatte Květinov 243 Einwohner und bestand aus 45 Häusern. Um 1934 kauften die Brüder Císař die Bártasche Schleiferei mit dem Grundstück und dem zugehörigen Teich Paletáč von Jaroslav Schmidt jun.
Nach dem Februarumsturz 1948 wurde das Gut Kvasetice-Květinov mit den beiden Schlössern aus dem Besitz der Familie Schmidt verstaatlicht. Auch das Unternehmen Ludo, bří Císařové ging in Staatsbesitz über und wurde in den Staatsbetrieb Bohemia in Světlá nad Sázavou eingegliedert; 1951 wurde die Glasschleiferei Květinov liquidiert. Am 1. Juli 1971 erfolgte die Eingemeindung von Radňov. Die Grundschule wurde 1977 wegen zu geringer Schülerzahl geschlossen. 1980 erfolgte der Bau eines Kulturhauses. Nach der Samtenen Revolution 1989 erhielt die Familie Schmidt die beiden verfallenen Schlösser zurück. Beim Zensus von 2001 lebten in den 118 Häusern der Gemeinde 203 Personen, davon 8 in Kvasetice (11 Häuser), 143 in Květinov (72 Häuser) und 52 in Radňov (35 Häuser).

## Gemeindegliederung
Die Gemeinde Květinov besteht aus den Ortsteilen Kvasetice (Kwasetitz), Květinov  (Kwietenau) und Radňov (Radniow). Zu Květinov gehören zudem die Ansiedlungen Horní Mlýn, Jalovčí, Na Horkách und Svitálka.
Das Gemeindegebiet gliedert sich in die Katastralbezirke Kvasetice u Květinova, Květinov und Radňov u Květinova.

## Sehenswürdigkeiten
- Klassizistisches Schloss Květinov, erbaut 1811 für Johann Langer von Stambach. Im Jahre 1825 ließ Johann Leopold Kunrath um das Schloss einen Englischen Park anlegen. Nach der Heirat mit Berta Richl machte Jaroslav Schmidt im Jahre 1865 das Schloss zu seinem Sitz und verkaufte sein Gut Petrkov. Schmidt wanderte 1879 in die USA aus und überschrieb seine Hälfte des Gutes seinem Bruder Zdeněk. Danach diente das Schloss nur noch als Wohngebäude für die Beschäftigten des Gutes. In Folge von Vernachlässigung stürzte 1925 das Dach ein. Familie Schmidt ließ das Schloss daraufhin reparieren, das auf dem Dach befindliche Türmchen wurde nicht wieder aufgebaut. Das verfallene Schloss wurde nach der Samtenen Revolution an die Familie Schmidt rückübertragen.
- Gusseisernes Kreuz bei Květinov, Kulturdenkmal
- Pseudogotisches Schloss Kvasetice, errichtet 1864 vom Gutsbesitzer Prokop Richl für seinen Sohn Wilhelm, der jedoch das Schloss Mirošov erbte. Das von einem Englischen Garten mit Fontänen und Zierbauten umgebene Schloss diente danach als Wohnsitz für Richls Schwager Zdeněk Schmidt. Später zogen auch die Kinder seines Bruders Jaroslav aus dem ungeliebten Schloss Květinov nach Kvasetice. In den Jahren 1920–1921 erfolgten durch Jaroslav Schmidt jun. Instandsetzungen. In der Protektoratszeit wurde das Schloss durch die deutsche Verwaltung besetzt. 1948 erfolgte die Verstaatlichung durch die Kommunisten. Das Gut Kvasetice wurde dem Staatsgut Havlíčkův Brod überschrieben und eine Besamungsstation mit Schule eingerichtet. Nach der Aufhebung der Schule zogen die Beschäftigten des Gutes in das Schloss. Im Jahre 1978 kaufte der Staatsbetrieb Pleas Havlíčkův Brod das heruntergewirtschaftete Schloss für symbolische 100.000 Kčs vom Staatsgut, um darin ein Erholungszentrum einzurichten. Die Sanierungspläne scheiterten jedoch am Geldmangel. Nach der Restitution an die Familie Schmidt wurden in den 1990er Jahren die Pläne für ein Erholungszentrum wieder aufgenommen, jedoch sahen sich die Wiedereigentümer nicht in der Lage die erheblichen Baukosten zu finanzieren. Das Schloss ist nach wie vor in einem ruinösen Zustand.
- Privatkapelle zum Hl. Kreuz bei Kvasetice, errichtet 1888 durch die Witwe Marie Schmidtová als Grabkapelle der Familie Schmidt, nachdem ihre Tochter Valeria und kurz darauf auch ihr Mann Zdeněk (Zdeno) an Diphtherie verstorben waren. Die Weihe erfolgte 1889. Beigesetzt sind der Gutsbesitzer und Landtagsabgeordnete Zdeno Schmidt und dessen Frau Marie geb. Fučíkovská von Grünhof, dessen Bruder Jaroslav Schmidt mit seiner Frau Berta geb. Richl sowie deren Kindern, dem Königgrätzer Baumeister Robert Schmidt und der Landschaftsmalerin Berta Schmidtová. (Sie war mit dem Unternehmer Vojtěch Bárta verheiratet und die Mutter des Fechters Zdeněk Hynek Bárta.) Die Kapelle befindet sich in einem baufälligen Zustand.